# Vigilante: My Hero Academia Illegals
Autre
Vigilante: My Hero Academia Illegals (ヴィジランテ -僕のヒーローアカデミア, ILLEGALS-, Vijirante: Boku no Hīrō Akademia Irīgarusu) est un shōnen manga écrit par Hideyuki Furuhashi et dessinée par Betten Court. C'est un spin-off et une préquelle au manga My Hero Academia de Kōhei Horikoshi. Il a été prépublié dans le magazine Jump Giga de Shūeisha à partir du 20 août 2016 puis transféré sur la plateforme Shōnen Jump+ en décembre de cette même année, pour se terminer le 28 mai 2022, comptabilisant 15 tomes. La version française est publiée par Ki-oon, qui publie aussi My Hero Academia, de septembre 2017 à août 2023.
Une adaptation en anime produite par le studio Bones, est annoncé lors du Jump Festa '25 et diffusée du 7 avril 2025 au 30 juin 2025 sur Tokyo MX au Japon,. La plateforme de streaming Crunchyroll diffuse l’anime, sous le titre My Hero Academia: Vigilantes, à cette même date en VOSTFr, en version française (VF), anglaise (VA), italienne (VI), etc., tandis que les versions doublées dans les autres langues seront annoncées ultérieurement.

## Synopsis
Cinq ans avant les intrigues de la série principale, dans un monde où 80 % de la population mondiale possède des super-pouvoirs, nommés « Alters » (個性, Kosei), Koichi Haimawari, un étudiant et fan d'All-Might, veut devenir comme son idole. Cependant, Koichi n'a pas réussi à devenir un héros officiel et pour être un super-héros, il faut avoir une licence. Du coup, il utilise son alter de glissade pour rendre service autour de lui mais il sait que ses actions sont illégales car l'utilisation des alters sont interdits sur la voie publique. Puis, il rencontre par hasard une chanteuse populaire nommée Pop☆Step, souhaitant aussi faire sa propre justice. Lorsqu'ils se font attaquer, ils sont sauvés par un homme costaud qui se nomme Knuckleduster qui mène sa propre justice également. Ce dernier décide de les recruter pour en faire des héros qui agissent dans l'ombre et l'illégalité. Koichi voit l'occasion de devenir ce qu'il veut être et adopte son nom de super-héros : « The Crawler »…

## Personnages
Kōichi Haimawari (The Crawler) (灰廻 航一 (ザ・クロウラー), Haimawari Kōichi (Za Kurourā))
Kazuho Haneyama (Pop☆Step) (羽根山 和歩 (ポップ☆ステップ), Haneyama Kazuho (Poppu☆Suteppu))
Iwao Oguro (Knuckleduster) (雄黒 巌 (ナックルダスター), Oguro Iwao (Nakkurudasutā))

## Manga
Écrit par Hideyuki Furuhashi et illustré par Betten Court, le manga débute dans le magazine Jump Giga de la maison d'édition Shūeisha à partir du 20 août 2016 puis est transféré sur la plateforme Shōnen Jump+ en décembre de la même année,. Le manga se termine le 28 mai 2022 et comptabilise 15 tomes.
La version française est publiée par Ki-oon du 7 septembre 2017 au 24 août 2023.

### Liste des volumes
| no | Japonais         | Japonais          | Français         | Français          |
| no | Date de sortie   | ISBN              | Date de sortie   | ISBN              |
| --- | ---------------- | ----------------- | ---------------- | ----------------- |
| 1 | 4 avril 2017     | 978-4-08-881093-5 | 7 septembre 2017 | 979-10-327-0182-9 |
| Liste des chapitres : - no 0 : Vente d'habillement - no 1 : Je suis là - no 2 : Envol - no 3 : On m'appelait Gentlemen - no 4 : Visage à nu - no 5 : Abeilles |                  |                   |                  |                   |
| 2 | 4 septembre 2017 | 978-4-08-881249-6 | 8 février 2018   | 979-10-327-0217-8 |
| Liste des chapitres : - no 6 : On ne fait pas dans la dentelle - no 7 : Top Runner - no 7,5 : L'Importance des apparences - no 8 : Mon sauveur - no 9 : Exécution - no 9,5 : Le Masque - no 10 : Cris de détresse - no 11 : La Ligne |                  |                   |                  |                   |
| 3 | 2 février 2018   | 978-4-08-881335-6 | 7 juin 2018      | 979-10-327-0258-1 |
| Liste des chapitres : - no 12 : Copine de fac - no 13 : Makoto - no 14 : Ligue majeure - no 15 : Playboy - no 16 : Une mère difficile - no 17 : Tandem - no 18 : Motivation ! Accélération ! - no Bonus 1 : Réunion de super-héros - no Bonus 2 : Rencontre avec un héros                                                                                      |                  |                   |                  |                   |
| 4 | 4 avril 2018     | 978-4-08-881428-5 | 4 octobre 2018   | 979-10-327-0322-9 |
| Liste des chapitres : - no 19 : Famille - no 20 : Concert - no 21 : Formation d'un groupe - no 22 : Le Jour J - no 23 : Paternité - no 24 : Entre père et fille - no 25 : Adieu, papa ! - no 26 : Tamao - no 0 : Bande-annonce |                  |                   |                  |                   |
| 5 | 4 septembre 2018 | 978-4-08-881547-3 | 7 février 2019   | 979-10-327-0369-4 |
| Liste des chapitres : - no 27 : La Routine habituelle - no 28 : Entre ses mains - no 29 : Options d'armement - no 30 : Demande de collaboration - no 31 : Excursion à Osaka - no 32 : Cette chanteuse a un secret - no 33 : Un truc pas net - no 34 : Crabs Attack! - no 35 : Au revoir, Osaka                                                                 |                  |                   |                  |                   |
| 6 | 4 février 2019   | 978-4-08-881739-2 | 9 mai 2019       | 979-10-327-0411-0 |
| Liste des chapitres : - no 36 : On va se les arracher ! - no 37 : Sphère publique, sphère privée - no 38 : Supersonique - no 39 : Un homme pragmatique - no 40 : Combattre rationnellement - no 41 : Technique spéciale - no 42 : Group dating - no 43 : Un don juan est né ! - no 44 : Clandestin                                                             |                  |                   |                  |                   |
| 7 | 3 août 2019      | 978-4-08-881839-9 | 2 janvier 2020   | 979-10-327-0494-3 |
| Liste des chapitres : - no 45 : Le Retour - no 46 : Le Héros du réveillon - no 47 : Préparatifs - no 48 : Début de l'enquête… ou prémices de l'amour ? - no 49 : Que le spectacle commence ! - no 50 : Il faut défendre la tour ! - no 51 : Chacun son rôle - no 52 : Cœur de baudruche - no 53 : Épuisement et catastrophe                                    |                  |                   |                  |                   |
| 8 | 4 décembre 2019  | 978-4-08-882090-3 | 20 mai 2020      | 979-10-327-0624-4 |
| Liste des chapitres : - no 54 : Ligne directe - no 55 : Un vrai héros - no 56 : Pas un héros du tout - no 57 : La Bombe humaine - no 58 : Vol retour - no 59 : Pluie et nuage - no 60 : Bureau des chats abandonnés - no 61 : Les deux font la paire - no 62 : Ciel de verre                                                                                   |                  |                   |                  |                   |
| 9 | 4 mars 2020      | 978-4-08-882240-2 | 5 novembre 2020  | 979-10-327-0676-3 |
| Liste des chapitres : - no 63 : Arme-toi de courage ! - no 64 : Allez, Shota ! - no 65 : Le Ciel après la pluie - no 66 : Fins et commencements - no 67 : Un authentique curry épicé - no 68 : Bats-toi, ma fille ! - no 69 : L'Apparition du héros - no 70 : Mon vrai visage - no 71 : Merci pour la leçon - no 72 : À ta recherche                           |                  |                   |                  |                   |
| 10 | 4 septembre 2020 | 978-4-08-882395-9 | 4 février 2021   | 979-10-327-0752-4 |
| Liste des chapitres : - no 73 : L'Avènement de la reine - no 74 : Après la tempête - no 75 : La Lettre - no 76 : Armes - no 77 : Stratégie - no 78 : Départ au front - no 79 : Inferno no 2 - no 80 : Et le coupable est… - no 81 : Bee My Pop |                  |                   |                  |                   |
| 11 | 4 janvier 2021   | 978-4-08-882484-0 | 3 juin 2021      | 979-10-327-0801-9 |
| Liste des chapitres : - no 82 : Le Héros le plus rapide du monde !! - no 83 : Dans l'enfer des flammes - no 84 : Le Rêve d'une vie héroïque - no 85 : Interrogatoire - no 86 : Le Tournoi masqué - no 87 : Rap rap rap - no 88 : Visage caché, oreilles à découvert - no 89 : Tiger Bunny se jette dans la mêlée - no 90 : Team Up souterrain - no 91 : Plan B |                  |                   |                  |                   |
| 12 | 2 avril 2021     | 978-4-08-882610-3 | 7 octobre 2021   | 979-10-327-1012-8 |
| Liste des chapitres : - no 92 : Le Might Signal - no 93 : Un combat de trois secondes - no 94 : Réseau clandestin - no 95 : Clair de lune - no 96 : Négociations - no 97 : Poursuite - no 98 : Des arguments rationnels - no 94.5 : Tanuma's Report |                  |                   |                  |                   |
| 13 | 4 octobre 2021   | 978-4-08-882747-6 | 3 mars 2022      | 979-10-327-1109-5 |
| Liste des chapitres : - no 100 : Mise à feu - no 101 : Vol nocturne - no 102 : Intrusion - no 103 : Viser la tête - no 104 : Ce visage - no 105 : Fuite - no 106 : Chase of Crawlers - no 107 : 100 Hits combos |                  |                   |                  |                   |
| 14 | 2 mai 2022       | 978-4-08-882859-6 | 2 février 2023   | 979-10-327-1187-3 |
| Liste des chapitres : - no 108 : L'Habitant des abysses - no 109 : Toile - no 110 : Imprudence - no 111 : Le Retour des poings de fer - no 112 : Imprévus - no 113 : Le Pire Ennemi - no 114 : Combat aérien - no 115 : Puissance brut - no 116 : Dernier Enseignement - no 0.2 : Bande-annonce 2                                                              |                  |                   |                  |                   |
| 15 | 4 juillet 2022   | 978-4-08-883177-0 | 24 août 2023     | 979-10-327-1353-2 |
| Liste des chapitres : - no 117 : À ne surtout pas utiliser - no 118 : La Belle Époque - no 119 : C'est moi qui suis là - no 120 : Encouragements - no 121 : Les renforts sont là - no 122 : Duo de choc - no 123 : Bye-bye, mon héros - no 124 : Pour toujours - no 125 : Que sont-ils devenus ? - no 126 : The Skycrawler, l'envol                            |                  |                   |                  |                   |

## Anime
L'adaptation en anime est annoncée lors du Jump Festa de 2025 et le premier épisode est officiellement diffusé le 7 avril 2025,. La saison 1 est publiée en 13 épisodes du 7 avril au 30 juin 2025.
La saison 2 est prévue pour 2026, annoncée le 30 juin 2025 lors de la publication du dernier épisode de la première saison.

### Liste des épisodes

#### Saison 1
| No            | Titre français     | Titre original                                                                              | Date de 1re diffusion |
| ------------- | ------------------ | ------------------------------------------------------------------------------------------- | --------------------- |
| 1             | Le patron est là   | 俺がいる Ore ga Iru (Je suis là)                                                            | 7 avril 2025          |
| [Chapitre ] — |                    |                                                                                             |                       |
| 2             | Envol              | 離陸 (テイクオフ) Teikuofu (Décoller)                                                       | 14 avril 2025         |
| [Chapitre ] — |                    |                                                                                             |                       |
| 3             | Abeilles           | 蜂 Hachi (Abeille)                                                                          | 21 avril 2025         |
| [Chapitre ] — |                    |                                                                                             |                       |
| 4             | Top Runner         | トップランナー Toppuran'na (Favori)                                                         | 28 avril 2025         |
| [Chapitre ] — |                    |                                                                                             |                       |
| 5             | Exécution          | 断罪 Danzai (Décapitation)                                                                  | 5 mai 2025            |
| [Chapitre ] — |                    |                                                                                             |                       |
| 6             | La Ligne           | 一線 Issen (Première ligne)                                                                 | 12 mai 2025           |
| [Chapitre ] — |                    |                                                                                             |                       |
| 7             | Makoto             | 真 Makoto (Vrai)                                                                            | 19 mai 2025           |
| [Chapitre ] — |                    |                                                                                             |                       |
| 8             | Ligne majeure      | MAJOR Mejā (Majeur)                                                                         | 26 mai 2025           |
| [Chapitre ] — |                    |                                                                                             |                       |
| 9             | Une mère difficile | 猛母襲来! Mō Haha Shūrai! (L'attaque des mères féroces !)                                   | 2 juin 2025           |
| [Chapitre ] — |                    |                                                                                             |                       |
| 10            | Concert !          | コンサート! Konsāto (Concert !)                                                             | 9 juin 2025           |
| [Chapitre ] — |                    |                                                                                             |                       |
| 11            | Le Jour J          | 本番当日 Honban Tōjitsu (Le jour de la représentation)                                      | 16 juin 2025          |
| [Chapitre ] — |                    |                                                                                             |                       |
| 12            | Adieu Papa !       | さようならお父さん Sayōnara otōsan (Adieu Papa)                                             | 23 juin 2025          |
| [Chapitre ] — |                    |                                                                                             |                       |
| 13            | Entre ses mains    | 男がその手に取るものは Otoko ga Sono Te ni toru Mono wa (Ce qu'un homme prend dans sa main) | 30 juin 2025          |
| [Chapitre ] — |                    |                                                                                             |                       |

### Musique
| Saison | Épisodes | Début      | Début                | Fin   | Fin         |
| Saison | Épisodes | Titre      | Artiste              | Titre | Artiste     |
| ------ | -------- | ---------- | -------------------- | ----- | ----------- |
| 1      | 1 à 13   | Kekka Orai | Kocchi no Kento (en) | Speed | yutori (ja) |

### Doublage
| Personnages                    | Voix japonaises,     | Voix françaises,        |
| ------------------------------ | -------------------- | ----------------------- |
| Kōichi Haimawari / The Crawler | Shūichirō Umeda (en) | Tom Trouffier           |
| Kazuho Haneyama / Pop☆Step     | Ikumi Hasegawa (en)  | Charlotte Hervieux      |
| Iwao Oguro / Knuckleduster     | Yasuhiro Mamiya      | Guillaume Desmarchelier |
| Toshinori Yagi / All Might     | Kenta Miyake         | Julien Chatelet         |
| Shota Aizawa / Eraser Head     | Junichi Suwabe       | Emmanuel Gradi          |
| Hizashi Yamada / Present Mic   | Hiroyuki Yoshino     | Martial Le Minoux       |
| Nemuri Kayama / Midnight       | Akeno Watanabe       | Bérangère Rochet        |
| Tensei Iida / Ingenium         | Masamichi Kitada     | Jean-Pierre Leblan      |
| Kuin Hachisuka / Tamao Oguro   | Sayaka Senbongi      | Laure Fillu             |
| Soga Kugisaki                  | Kohsuke Toriumi      | Simon Herlin            |
| Naomasa Tsukauchi              | Tokuyoshi Kawashima  | Julien Meunier          |
| Rokuro Nomura / no 6           | Taku Yashiro         | Benjamin Bollen         |
| Moyuru Toshi                   | Keiji Hirai          | Grégory Lerigab         |
| Rapt Tokage                    | Yūki Hoshi           | Mathieu Touquet         |
| Teruo Unagisawa                | Kōichi Kamiki        | Jessy Dubuis            |
| Zen Shigaraki / All For One    | Akio Otsuka          |                         |

### Édition japonaise
1. 1 2  Tome 1
2. 1 2  Tome 2
3. 1 2  Tome 3
4. 1 2  Tome 4
5. 1 2  Tome 5
6. 1 2  Tome 6
7. 1 2  Tome 7
8. 1 2  Tome 8
9. 1 2  Tome 9
10. 1 2  Tome 10
11. 1 2  Tome 11
12. 1 2  Tome 12
13. 1 2  Tome 13
14. 1 2  Tome 14
15. 1 2  Tome 15

### Édition française
1. 1 2  Tome 1
2. 1 2  Tome 2
3. 1 2  Tome 3
4. 1 2  Tome 4
5. 1 2  Tome 5
6. 1 2  Tome 6
7. 1 2  Tome 7
8. 1 2  Tome 8
9. 1 2  Tome 9
10. 1 2  Tome 10
11. 1 2  Tome 11
12. 1 2  Tome 12
13. 1 2  Tome 13
14. 1 2  Tome 14
15. 1 2  Tome 15